# Forodhani Gardens
Les Forodhani Gardens (« Jardins Forodhani »), aussi connus comme Jubilee Gardens (« Jardins du jubilé ») et plus récemment Forodhani Park (« Parc Forodhani »), sont un petit parc de Tanzanie  situé à Stone Town, un quartier de Zanzibar. Ils se trouvent en bord de mer, juste devant la House of Wonders et le Fort de Zanzibar (en).
Construits par les Britanniques, ils ont été entièrement réhabilités en 2009.

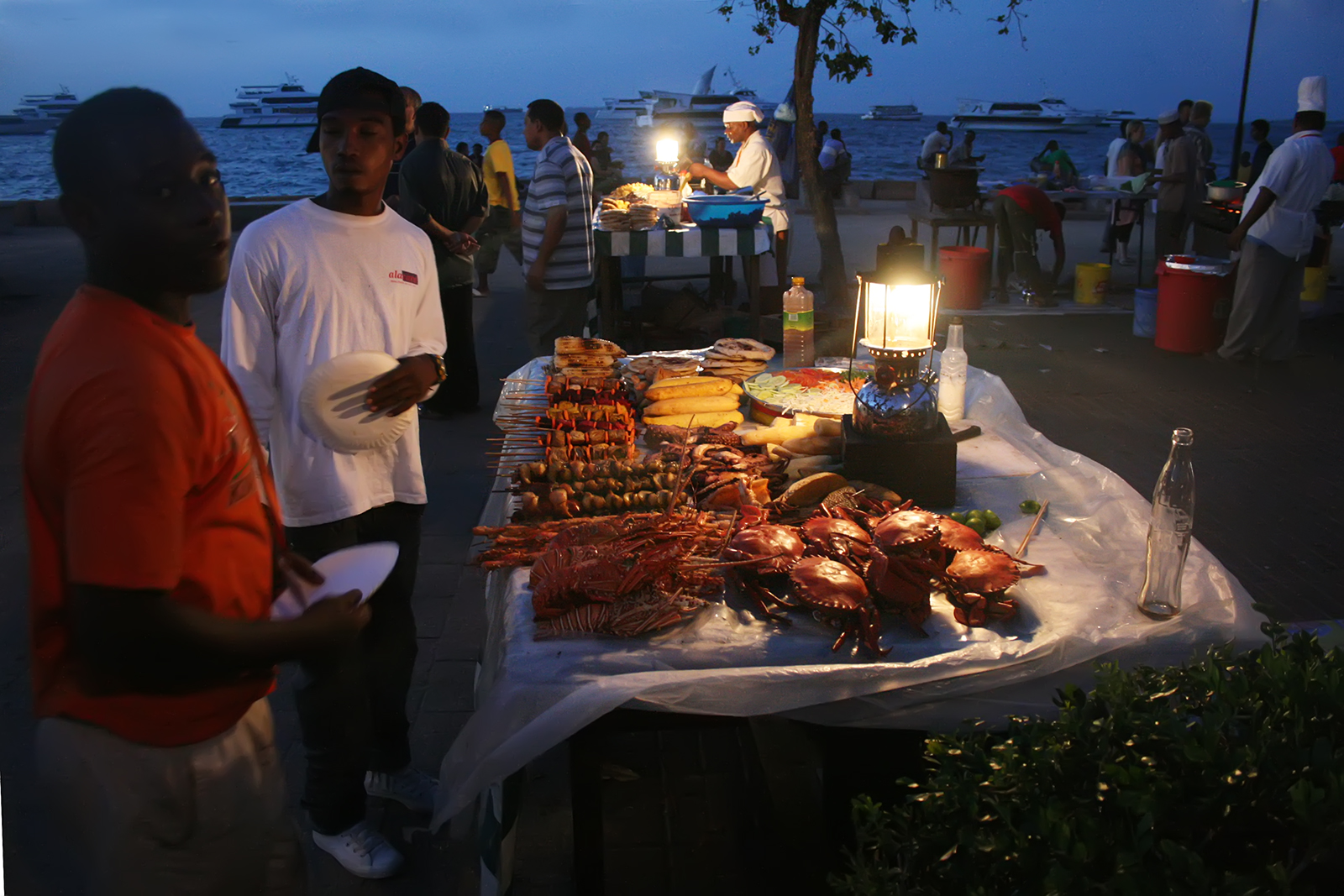
Échoppes de nourriture dans le parc à la nuit tombée. L'océan Indien et des yachts à l'arrière-plan. (2011)